# SN 2007nx
SN 2007nx – supernowa typu IIn odkryta 8 października 2007 roku w galaktyce A000348+0021. W momencie odkrycia miała maksymalną jasność 20,60m.